# Mezaourou
Mezaourou (em árabe: مزاورو) é uma comuna localizada na província de Sidi Bel Abbès, Argélia. De acordo com o censo de 2008, a população total da cidade era de 6 870 habitantes.